# Zentrygon
Zentrygon är ett släkte med fåglar i familjen duvor inom ordningen duvfåglar. Det omfattar åtta arter som förekommer från sydöstra Mexiko till nordvästra Argentina:
- Tuxtlavaktelduva (Z. carrikeri)
- Costaricavaktelduva (Z. costaricensis)
- Purpurryggig vaktelduva (Z. lawrencii)
- Vitkindad vaktelduva (Z. albifacies)
- Vitstrupig vaktelduva (Z. frenata)
- Streckkindad vaktelduva (Z. linearis)
- Chiriquívaktelduva (Z. chiriquensis)
- Rostkronad vaktelduva (Z. goldmani)

Tidigare placerades de alla i släktet Geotrygon, men DNA-studier visar att de står närmare Zenaida-duvorna.